# Hrabstwo Huron (Michigan)
Hrabstwo Huron (ang. Huron County) – hrabstwo w stanie Michigan w Stanach Zjednoczonych. Obszar całkowity hrabstwa obejmuje powierzchnię 2 136,47 mil2 (5 533,45 km²). Według danych z 2010 r. hrabstwo miało 33 118 mieszkańców. Hrabstwo powstało 25 stycznia 1859 roku, a jego nazwa pochodzi od Huronów.

## Sąsiednie hrabstwa
- Hrabstwo Sanilac (południowy wschód)
- Hrabstwo Tuscola (południowy zachód)

## Miasta
- Bay Port (CDP)
- Bad Axe
- Caseville
- Harbor Beach

## Wsie
- Elkton
- Kinde
- Owendale
- Pigeon
- Port Austin
- Port Hope
- Sebewaing
- Ubly